# Cepîliivka, Bila Țerkva
Cepîliivka (în ucraineană Чепиліївка) este un sat în comuna Suholisî din raionul Bila Țerkva, regiunea Kiev, Ucraina.

## Demografie
Componența lingvistică a localității Cepîliivka
     Ucraineană (94,52%)
     Rusă (4,97%)
Conform recensământului din 2001, majoritatea populației localității Cepîliivka era vorbitoare de ucraineană (94,52%), existând în minoritate și vorbitori de rusă (4,97%).